# Варфоломеев, Карп Петрович
Карп Петрович Варфоломеев (1903—1971) — красноармеец Рабоче-крестьянской Красной Армии, участник Великой Отечественной войны, Герой Советского Союза (1943).

## Биография
Карп Варфоломеев родился в 1903 году в станице Спокойная (ныне — Отрадненский район Краснодарского края) в семье крестьянина. Окончил начальную школу, после чего работал столяром в Ереване. В 1942 году Варфоломеев был призван на службу в Рабоче-крестьянскую Красную Армию. С того же года — на фронтах Великой Отечественной войны, был понтонёром 21-го отдельного понтонно-мостового батальона 60-й армии Центрального фронта. Отличился во время битвы за Днепр.
В начале октября 1943 года Варфоломеев находился в составе расчёта на первом понтоне и принимал участие в успешной доставке и высадке передового десанта, захватившего плацдарм на западном берегу Днепра к северу от Киева. В дальнейшем Варфоломеев на пароме доставлял боеприпасы бойцам, ведущим бои на плацдарме. В ночь с 6 на 7 октября 1943 года, когда на пароме от попавшей в него зажигательной бомбы возник пожар, Варфоломеев сумел потушить его и вовремя доставить защитникам плацдарма боеприпасы.
Указом Президиума Верховного Совета СССР от 17 октября 1943 года за «образцовое выполнение боевых заданий командования на фронте борьбы с немецкими захватчиками и проявленные при этом мужество и героизм» красноармеец Карп Варфоломеев был удостоен высокого звания Героя Советского Союза с вручением ордена Ленина и медали «Золотая Звезда» за номером 1766.
После окончания войны Варфоломеев был демобилизован. Проживал и работал в Ереване, умер 31 марта 1971 года.
Был также награждён рядом медалей.